# 波爾昌卡河
波爾昌卡河（烏克蘭語：Повчанка），是烏克蘭的河流，位於該國北部，屬於熱雷夫河的左支流，發源自沃茲利亞科韋，流經日托米爾州，河道全長20公里，流域面積132平方公里。